# Bandera de Hawái
La "Ka Hae Hawaiʻi", conocida como la bandera de Hawái, es la bandera oficial que simboliza al estado de Hawái como un reino, protectorado, república, territorio y estado de Estados Unidos.
La Ka Hae Hawaiʻi es la única bandera en los Estados Unidos que representa diversas formas de gobierno y la única que cuenta con la bandera del Reino Unido.

## Diseño

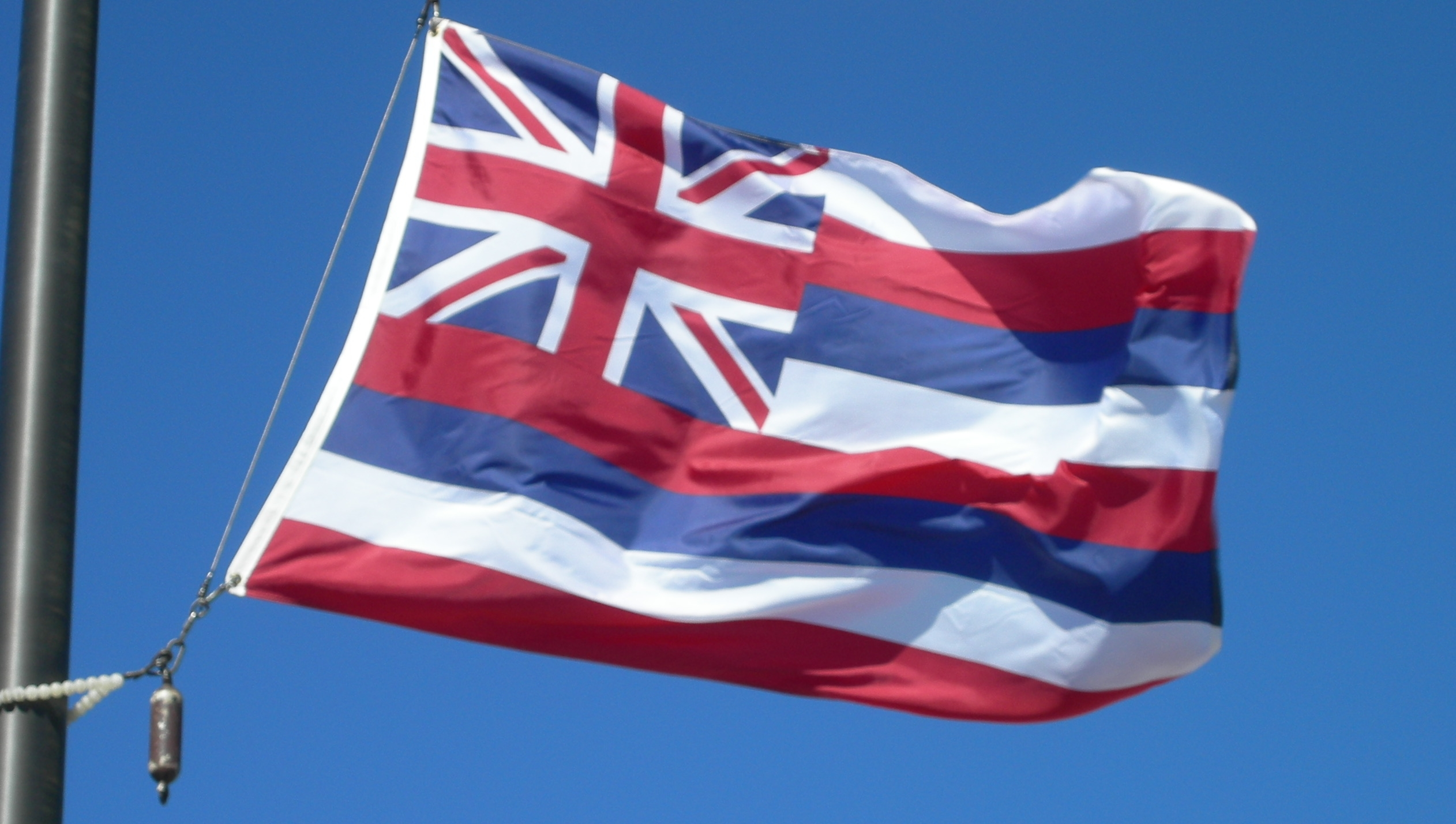
La bandera de Hawái ondeando en Parque nacional Haleakalā.

El cantón superior junto al asta de la Ka Hae Hawaiʻi tiene la bandera del Reino Unido. El campo de la bandera está compuesto por ocho franjas horizontales las cuales simbolizan las ocho islas que integran el estado. El color de las rayas, de arriba hacia abajo, tiene la siguiente secuencia: blanco, rojo, azul, blanco, rojo, azul, blanco, rojo.

## Orígenes
Hay varias versiones del origen histórico de la Ka Hae Hawaiʻi. Una refiere cómo el Rey ondeó una bandera del Reino Unido que le dio el explorador británico capitán George Vancouver como una muestra de amistad con el rey Jorge III. Un asesor de Kamehameha señaló que la bandera británica podría llevar a Hawái a un conflicto internacional, puesto que sería visto como un aliado del Reino Unido. Kamehameha arrió la bandera de su casa. Aunque discutida como históricamente exacta, un relato de los acontecimientos que siguieron cuenta que, a fin de aplacar los intereses estadounidenses durante la Guerra de 1812, Kamehameha colocó una bandera de los Estados Unidos sobre su casa, sólo para ser retirada cuando oficiales británicos en la corte de Kamehameha vehementemente se opusieron a ello. Esta versión explica por qué el pabellón de Hawái es un deliberado híbrido de las banderas de las dos naciones.
En 1816, Kamehameha encargó su propio pabellón para evitar los conflictos. Como resultado de ello nació Ka Hae Hawaiʻi. Los historiadores atribuyen el diseño de Ka Hae Hawaiʻi a un oficial de la Royal Navy, sobre la base de la forma de la bandera naval británica. Hay debate en cuanto al nombre del funcionario. Algunas tradiciones la atribuyen a Alexander Adams, otras a George Beckley. El pabellón original fue diseñado para alternar franjas de color rojo-blanco-azul, también atribuidas a diversas banderas históricas del Reino Unido. Sin embargo, algunos han argumentado que las bandas fueron influenciadas por la bandera estadounidense. Por error, la bandera utilizada la primera vez que se ondeó oficialmente la Ka Hae Hawaiʻi tenía las franjas en el orden blanco-rojo-azul. El número de franjas también cambió: originalmente, la bandera fue diseñada con siete franjas horizontales, y en 1845 se cambió oficialmente a ocho rayas. Este último acuerdo fue aprobado y se utiliza hoy en día.

## Bandera del Gobernador

Bandera del gobernador de Hawái.

La bandera utilizada por el gobernador de Hawái consiste en una bi-color de rojo y azul. En medio de ocho estrellas blancas aparece el nombre del estado con las letras mayúsculas. Durante el tiempo en que Hawái era un territorio de los Estados Unidos, "Hawaii" fue sustituida por "TH".

## Ka Hae Hawái, hoy en día
En 1990, el gobernador de Hawái (John D. Waihee III) proclamó el 31 de julio como día de la Ka Hae Hawaiʻi o Día de la Bandera hawaiana. Se ha celebrado cada año desde entonces.